# Brolgakraanvogel
De brolgakraanvogel (Antigone rubicunda synoniem: Grus rubicunda) is een vogel uit de familie van de kraanvogels (Gruidae). De soort komt voor in Australië en Nieuw-Guinea. In het wapen van de Australische deelstaat Queensland neemt de brolgakraanvogel een belangrijke plaats in.

## Kenmerken
De brolgakraanvogel is een lange, zilvergrijze vogel met een hoogte van circa 160 cm, een spanwijdte van ongeveer 180 cm en een massa van zo'n 6 kg. Op de achterkant van de kop bevindt zich een opvallende rode band, die bij jonge vogels ontbreekt. Beide geslachten zien er hetzelfde uit, maar het mannetje is iets groter.

## Verspreiding en leefgebied
De brolgakraanvogel komt voor in het noorden en oosten van Australië en een klein gebied in het zuiden van Nieuw-Guinea. De soort migreert niet, maar trekt rond afhankelijk van de regenval. De omvang van de totale populatie is slecht bekend, maar wordt geschat tussen de 20.000 en 100.000 volwassen dieren. De habitat van de brolgakraanvogel bestaat uit draslanden.

## Leefwijze
De vogel voedt zich met moeras- en waterplanten, insecten, amfibieën en week- en schaaldieren. In het noordelijke deel van zijn verspreidingsgebied vormen de knollen van de Chinese waterkastanje (Eleocharis dulcis) een hoofdbestanddeel van het voedsel van de soort.

## Voortplanting
De broedperiode van de brolgakraanvogel hangt in de eerste plaats af van de regenval en verschilt daardoor van plaats tot plaats.
Net als de andere kraanvogelsoorten heeft de soort een uitgebreide balts waarvan dans een belangrijk onderdeel vormt. De vogels bouwen hun eenvoudige nest op een eilandje in ondiep water. Soms wordt zelfs geen nest gebouwd en worden de eieren op de grond of in een verlaten zwanennest gelegd. Het legsel van twee eieren wordt door beide ouders in ongeveer 30 dagen uitgebroed. Na ongeveer 100 dagen vliegen de jongen uit, maar de ouders beschermen hen nog lang, soms wel twee jaar.

## Afbeeldingen

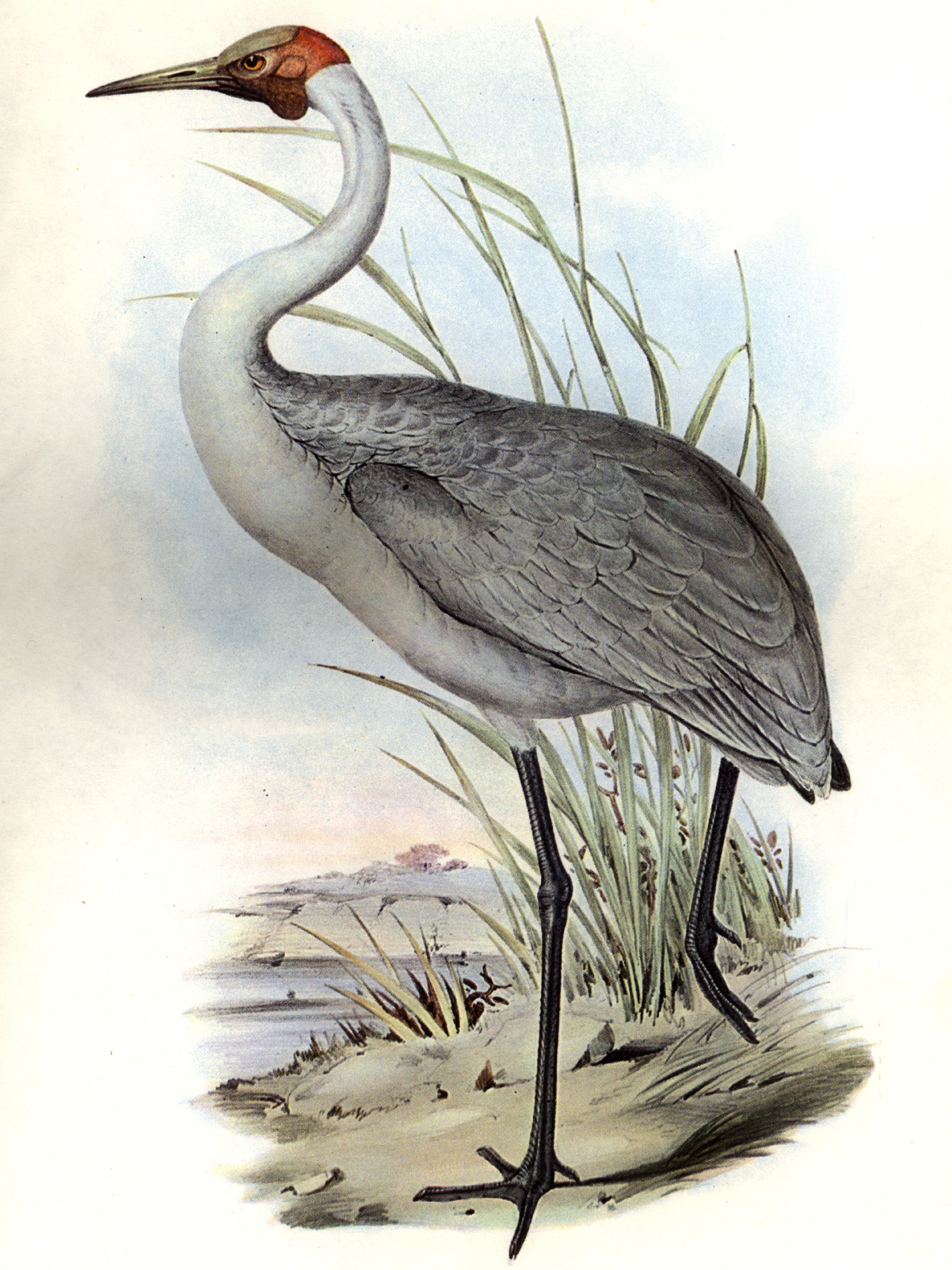
illustratie van John Gould uit 1865
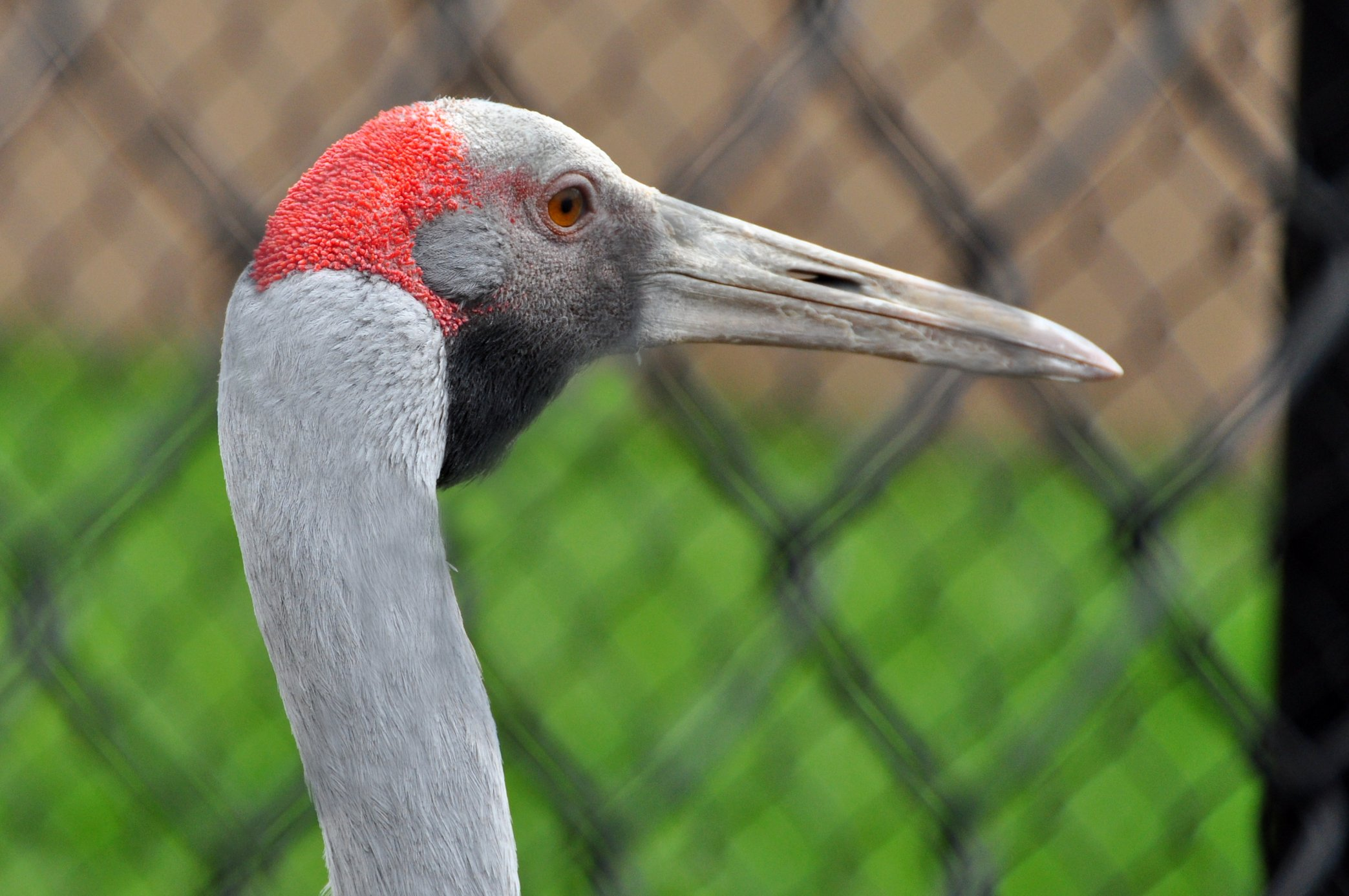
close-up van de kop
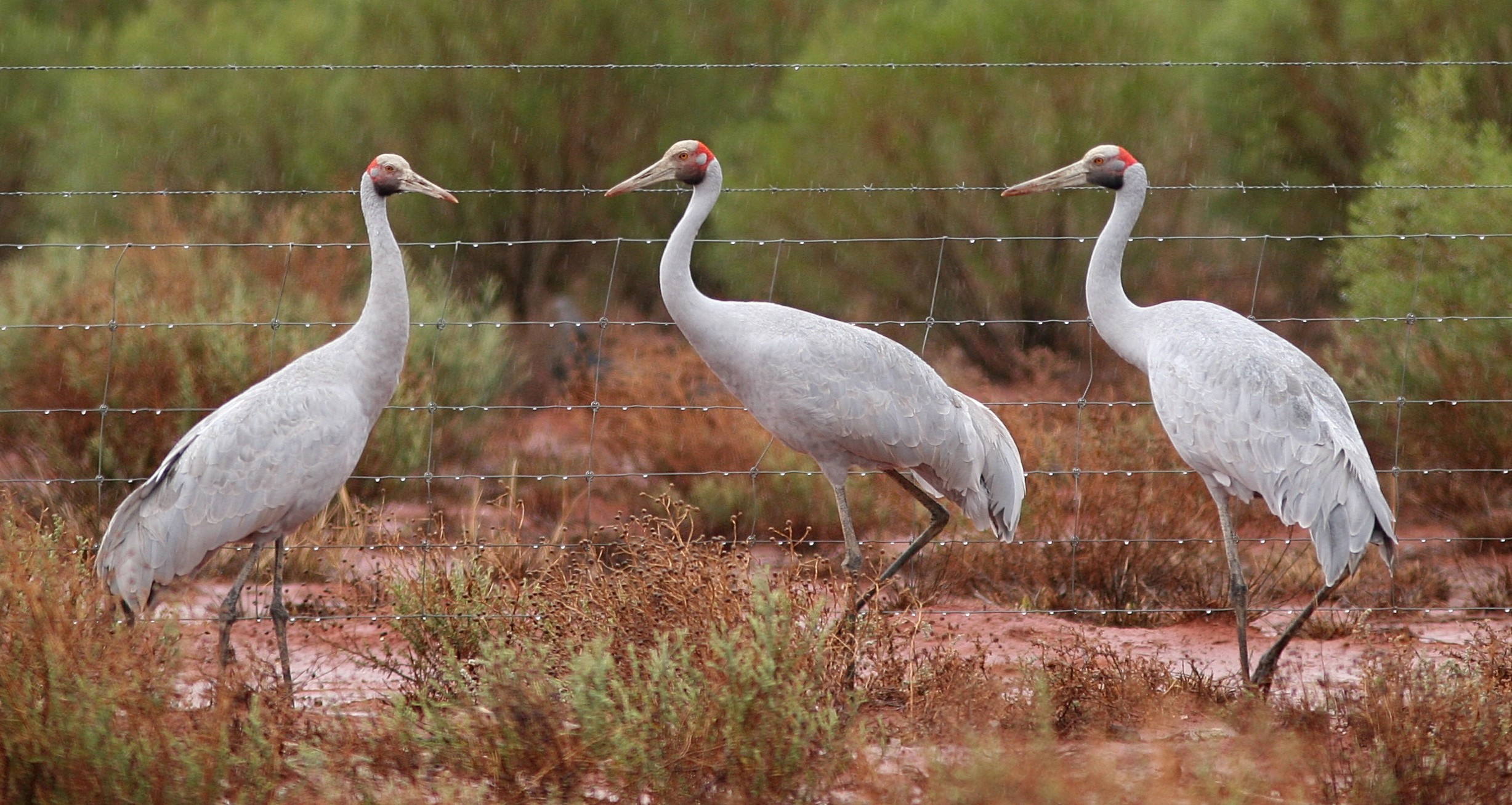